# Minhas Memórias do Futebol
Minhas memórias do futebol é um livro do cronista e jornalista esportivo brasileiro De Vaney, que é considerado um documento raro e precioso da história do futebol brasileiro.

## O Livro
Apaixonado pela história do futebol, o premiado cronista e jornalista De Vaney começa a publicar uma série de perfis biográficos de grandes craques, na seção "Os Imortais do Nosso Futebol", publicada nas páginas do jornal "A Tribuna", no período de 21 de agosto de 1962 a 29 de janeiro de 1963. Posteriormente, todo esse material seria editado neste livro, que contém 488 páginas.
Em 2001, estes perfis biográficos foram expostos no Centro de Memória Esportiva De Vaney, em comemoração aos dez anos de aniversário do museu.